# Stenobothrus grammicus
Stenobothrus grammicus är en insektsart som beskrevs av Cazurro y Ruiz 1888. Stenobothrus grammicus ingår i släktet Stenobothrus och familjen gräshoppor. Inga underarter finns listade i Catalogue of Life.

## Bildgalleri

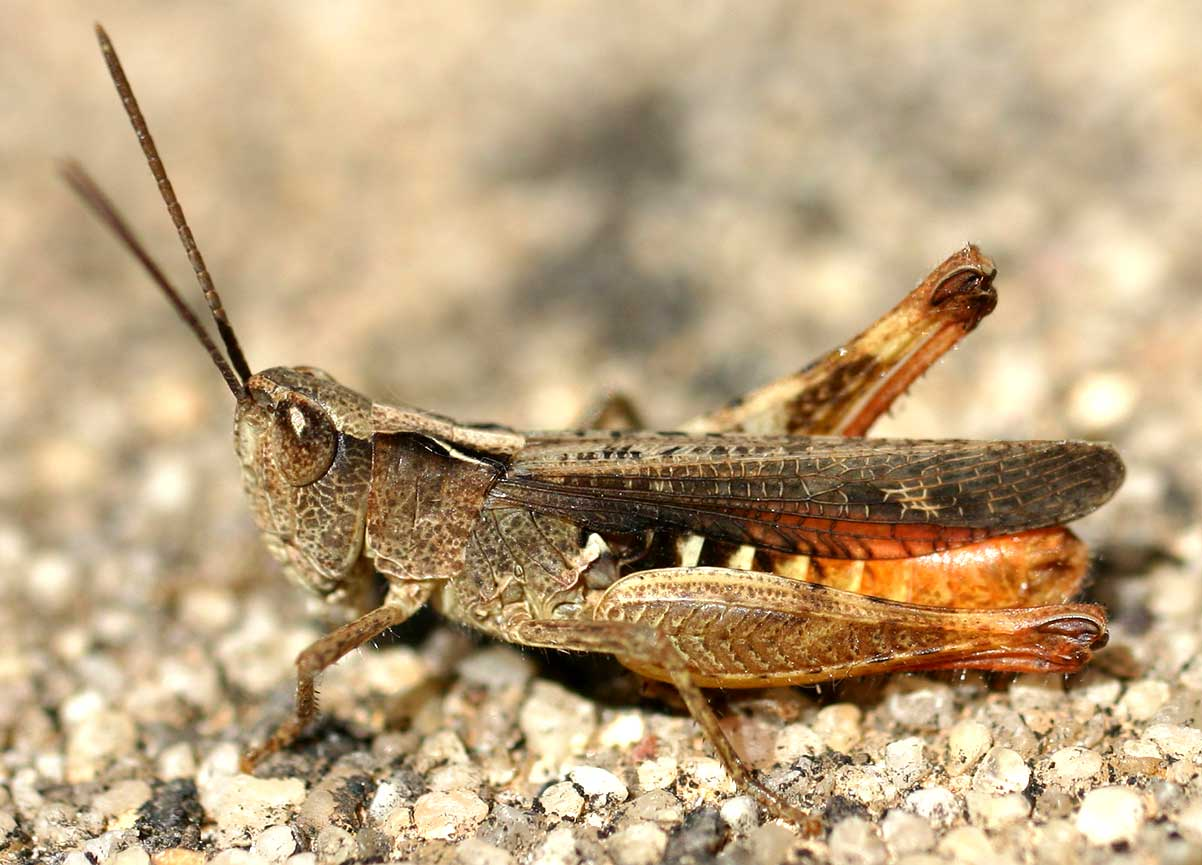